# Brauner Jura
- Humph.-Fm. = Humphriesioolith-Formation
- L.Bk-Fm = Liegende Bankkalk-Formation
- H.Bk-Fm = Hangende Bankkalk-Formation
- Zm-Fm = Zementmergel-Formation
- S.-Fm = Solnhofen-Formation
- Rö.-Fm = Rögling-Formation
- U.-Fm = Usseltal-Formation
- Mö.-Fm = Mörnshein-Formation
- N.-Fm = Neuburg-Formation
- R.-Fm = Rennertshofen-Formation

Als Brauner Jura (auch Braunjura) wird die mittlere der drei lithostratigraphischen Gruppen des Süddeutschen Jura bezeichnet, wobei hier der Süddeutsche Jura nicht als geographischer Begriff verstanden wird, sondern als lithostratigraphischer Begriff im Sinne einer lithostratigraphischen Supergruppe aufzufassen ist. Früher und zum Teil auch heute noch in der populärwissenschaftlichen Literatur wird dieser Begriff mit der chronostratigraphischen Serie des Mitteljura gleichgesetzt. Dies ist nicht ganz korrekt, da der Braune Jura nicht exakt mit den chronostratigraphischen Grenzen des Mitteljura übereinstimmt. Auch der früher (und zum Teil auch noch heute) häufig synonym gebrauchte Begriff Dogger sollte im Süddeutschen Jura nicht mehr verwendet werden. Der Begriff Dogger wird voraussichtlich für die etwa äquivalente lithostratigraphische Einheit im Norddeutschen Jura reserviert werden. Die Sedimente des Braunen Jura wurden etwa im Zeitraum von 175 bis 161 Millionen Jahren abgelagert. Der Braune Jura folgt auf die lithostratigraphische Gruppe des Schwarzen Jura und wird von der lithostratigraphischen Gruppe des Weißen Jura überlagert.

## Geschichte
Der Begriff Brauner Jura geht auf Leopold von Buch zurück, der ihn 1837 in einem Vortrag vor der königlichen Akademie der Wissenschaften in Berlin vorschlug. Publiziert wurde die Vortragsfassung aber erst 1839. Friedrich August Quenstedt definierte den Begriff in seinem 1843 erschienenen Werk „Das Flözgebirge Würtembergs“ erstmals im heutigen Sinne. Die Benennung erfolgte aufgrund der überwiegend braunen Verwitterungsfarben der Gesteine des Braunen Jura. Früher wurden häufig die Begriffe Dogger und Mitteljura (bzw. Mittlerer Jura) als Synonyme verwendet. Der Begriff Mitteljura bezeichnet heute eine chronostratigraphische Serie des Jura. Der Begriff Dogger oder Norddeutscher Dogger wird wahrscheinlich für eine lithostratigraphische Gesteinseinheit im Norddeutschen Jura reserviert werden. Die definierten Grenzen von Mitteljura, Brauner Jura und Norddeutscher Dogger differieren also. In der Quenstedt’schen Gliederung des Süddeutschen Jura wird der Braune Jura in sechs Abteilungen untergliedert, die mit α, β, γ, δ, ε und ζ bezeichnet werden, z. B. Brauner Jura β oder Braunjura β. In der populärwissenschaftlichen Literatur werden diese Bezeichnungen häufiger noch mit dem Begriff Dogger kombiniert (z. B. Dogger β).

## Definition
Die Untergrenze des Braunen Jura ist die Basis der Opalinuston-Formation, einem bis 120 m mächtigen Paket von Tonsteinen. Die Obergrenze des Braunen Jura ist die Basis der ersten hellen Kalkbank der Impressamergel-Formation des Weißen Jura. Der Braune Jura besteht überwiegend aus eisenreichen Sandsteinen (dem Eisensandstein), Tonen, Mergeln und Kalken, zum Teil mit Eisenoxiden, die bräunlich verwittern. Die Mächtigkeit beträgt maximal etwa 260 m.
Die lithostratigraphische Einheit des Braunen Jura beginnt biostratigraphisch meist in der Ammoniten-Zone des Leioceras opalinum, der ersten Ammonitenzone der chronostratigraphischen Mitteljura-Serie. In einigen Profilen liegt die Untergrenze der Opalinuston-Formation und damit des Braunen Jura aber bereits in der Pleydellia aalensis-Zone, der obersten Ammonitenzone des Toarciums und damit noch in der Unterjura-Serie. Die chronostratigraphische Grenze Brauner zu Weißer Jura liegt bereits in den Unteren Teilen der Oberjura-Serie. Die Kandern-Formation reicht sogar bis in das Mittlere Oxfordium hinein.

## Untergliederung
Die lithostratigraphische Einheit des Braunen Jura wird in 15 Formationen unterteilt, die aber nicht alle übereinander liegen, sondern sich lateral verzahnen. Die Formationen in ihrer Abfolge von unten nach oben, regionale Verzahnungen stehen nebeneinander.
- Kandern-Formation
- Ornatenton-Formation, Wutach-Formation
- Variansmergel-Formation
- Hauptrogenstein-Formation, Hamitenton-Formation, Dentalienton-Formation
- Ostreenkalk-Formation, Humphriesioolith-Formation.
- Wedelsandstein-Formation, Sengenthal-Formation
- Murchisonaeoolith-Formation, Eichberg-Formation, Eisensandstein-Formation,
- Opalinuston-Formation

## Fossillagerstätten
Die Schichten des Braunen Jura sind zum Teil außergewöhnlich fossilreich. Allerdings sind häufig die Aufschlussverhältnisse sehr schlecht.